# 田中隆三 (俳優)
田中 隆三（たなか りゅうぞう、1957年〈昭和32年〉10月26日 - ）は、日本の俳優。本名同じ。大阪府大阪市出身。

## 人物
姉は女優の田中裕子。義兄は歌手・俳優の沢田研二。特技はスキー、サッカー。所属事務所はTOM company。
青山学院大学卒業。映画、テレビドラマなどで活躍する。特に時代劇のドラマに多数出演している。
左利きである。

## 受賞歴
1984年度
- 第8回日本アカデミー賞 新人俳優賞（『海に降る雪』）

## 出演

### 映画
- 海に降る雪（1984年、東宝） - 井岡裕一 『日本アカデミー賞』新人俳優賞
- 櫂（1985年、東映） - 健太郎
- きみが輝くとき（1985年、東宝東和） - 秋本公介
- 春の鐘（1985年、東宝） - 天野久一
- 男はつらいよ 柴又より愛をこめて（1985年、松竹） - 茂
- ブラックボード（1986年、近代映画協会） - 富田実
- 映画女優（1987年、東宝） - 田中祥三
- ゴルフ夜明け前（1987年、東宝） - 岩崎弥太郎
- 極道の妻たち 三代目姐（1989年、東映） - 松江勝巳
- 人間の砂漠（1990年、キネマスターフィルム） - 矢野英二
- 息子（1991年、松竹） - 浅野忠司
- いたいふたり（2002年、リクリ） - ホームレス
- 手紙（2003年、ビジュアルアート研究所） - 岡倉二郎
- 赤い月（2003年、東宝） - 連隊長
- 油断大敵（2004年、ゼアリズエンタープライズ＝ケングルーヴ） - 長瀬
- フリック（2004年、ケイエスエス） - 佐伯
- ゴーヤーちゃんぷるー（2005年、アウル21） - 鈴木暁宏
- 誰がために（2005年） - 日向寺太郎監督
- バッシング（2006年、バイオタイド） - 高井孝司
- ひぐらしのなく頃に 誓（2009年） - 及川中監督
- ディア・ドクター（2009年） - 西川美和監督
- ワカラナイ（2009年） - 小林政広監督
- 月と嘘と殺人（2010年） - 高橋正弥監督
- SPINNING KITE（2012年） - 加瀬聡監督
- 気仙沼伝説（2012年） - 小林政広監督
- 世界最後の日々（2012年） - 内田英治監督
- バタフライ〜肩の上の蝶（2012年） - ジェイコブ・チャン監督
- ナイトピープル（2012年） - 門井肇監督
- BRAVE HEARTS 海猿（2012年） - 羽住英一郎監督
- さよなら渓谷（2013年） - 大森立嗣監督
- 凶悪（2013年） - 白石和彌監督
- パズル（2014年） - 内藤瑛亮監督
- 過ぐる日のやまねこ（2014年、第23回PFF出品作品） - 鶴岡慧子監督
- 日本で一番悪い奴ら（2016年6月25日公開） - 白石和彌監督
- 怒り（2016年9月17日公開） - 李相日監督
- 凪待ち（2019年6月28日公開） - 白石和彌監督

### テレビドラマ
- ポーラテレビ小説 / おゆう（1983年、TBS）
- 太陽にほえろ! 第583話「三人の未亡人」（1983年、東宝 /日本テレビ）
- ドラマ人間模様 / いま、村は大ゆれ（1984年、NHK）
- 旅よ恋よ女たちよ（1985年1月5日、NHK） - 早川 役
- 土曜ワイド劇場 （テレビ朝日）
  - 「ダイエット殺人事件」（1985年）
  - 「花嫁殺し」（1987年）
  - 「迷探偵記者羽鳥雄太郎と駆け出し女刑事シリーズ4」（1987年）
  - 「女弁護士・朝吹里矢子10・軽井沢、白と黒の同窓会!」（1988年）
  - 「出雲3号 0713の殺意」（1989年5月6日） - 片岡信一役
  - 「警視庁 女性捜査班」（2000年）
  - 「救急救命士・牧田さおり4」（2005年）
  - 「100の資格を持つ女7」（2013年） - 桑田謙一 役
- 火曜サスペンス劇場 （日本テレビ）
  - 「父にかかる電話」（1985年）
  - 「花園の迷宮」（1988年）
  - 「浅見光彦ミステリー7・備後路殺人事件」（1990年） - 桐山警部 役
  - 「女弁護士・高林鮎子7・L特急しまんと6号 早春四国路殺人事件」（1990年）
  - 「殺意の団欒」（1990年）
  - 「京都氷室殺人街道 」（1993年11月2日）- 記者・関沢新一（影山光江【川上麻衣子 】の元・恋人）役
  - 「小京都ミステリー14」（1995年） - 中易裕一
  - 「わが町IX」（1997年） - 古池潤三 役
  - 「地方記者・立花陽介12・飛騨高山通信局」（1998年） - 川合定行 役
  - 「妻たちの戦争」（2000年） - 今井公彦 役
- 夏樹静子サスペンス「遺書をもう一度」（1986年、関西テレビ放送）
- 金田一耕助の傑作推理 香水心中（1987年、TBS）
- ベイシティ刑事 第4話「チャイナタウンの女」（1987年、テレビ朝日）
- 銀河テレビ小説 / まんが道・青春編（1987年、NHK） - 坂木四郎 役
- 現代恐怖サスペンス / 誰かが夢を覗いてる（1987年、関西テレビ放送）
- 長七郎江戸日記 （日本テレビ）
  - 第2シリーズ 第27話「千切れ雲、縁の旅」（1988年） - 伊藤弥市
  - 第3シリーズ 第27話「奇怪なり葵の香炉」（1991年） - 平林隆之進
- 花へんろ（1988年、NHK）
- 夏樹静子トラベルサスペンス「パスポートの秘密」（1988年、テレビ東京）
- 松本清張サスペンス / 年下の男（1988年、関西テレビ放送）
- 年末時代劇スペシャル「五稜郭」（1988年、日本テレビ） - 森本弘策
- 花ちりめん（1989年、讀賣テレビ）
- さすらい刑事旅情編II 第20話「途中下車のトリック・疑惑の美人目撃者」（1990年、テレビ朝日）
- 時代劇スペシャル 銭形平次（1990年、フジテレビ） - 佐吉 役
- 岡っ引どぶ 第3話「火炎小町殺人事件」（1991年、フジテレビ） - 臥煙（だえん）の鶴吉 役
- ルージュの伝言（1991年、TBS）
- 愛情物語（1992年、讀賣テレビ）
- 名奉行 遠山の金さん（テレビ朝日 / 東映）
  - 第5シリーズ 第18話「外国船に潜入した女」（1993年） - 桑山文次郎 役
  - 第7シリーズ 第9話「謎の銃声! 女は待っていた」（1995年） - 銀平 役
- 銭形平次 第4シリーズ 第15話「刑場の花嫁」（1994年、フジテレビ） - 小三郎役
- 鬼平犯科帳 第5シリーズ 第7話「お菊と幸助」（1994年、フジテレビ / 松竹） - 幸助役
- 豊臣秀吉 天下を獲る!（1995年、テレビ東京） - 木下小一郎役
- 宝引の辰捕者帳 第18話「毒を食らわば」（1995年、NHK）
- 暴れん坊将軍シリーズ（テレビ朝日 / 東映）
  - 暴れん坊将軍VI 第40話「吉宗、騙りを働く!?」（1995年） - 大岡源太郎役
  - 暴れん坊将軍VII 第13話「凧よ、あがれ、誇り高く」（1996年） - 神崎清兵衛役
  - 暴れん坊将軍VIII 第2話「狙われた新妻 殺意を呼ぶ過去」（1997年） - 五六蔵役
  - 暴れん坊将軍X 第7話「襲われたお見合い! 家出姫の危ない決断」（2000年） - 藤森玄馬
- 江戸の用心棒II 第3話「美人画の罠」（1995年、日本テレビ） - 十郎兵衛
- 風の刑事・東京発! 第1話「風間大輔、東京駅に着任す・函館行き! 誘拐旅行の女」（1995年、テレビ朝日 / 東映） - 真山
- 雲霧仁左衛門 第12話「引き込み」（1996年、フジテレビ）
- 流れ板七人 第3話「鯛づくし・恋の配達便」（1997年、テレビ朝日）
- はぐれ刑事純情派 第10シリーズ 第17話「路上殺人! 子連れ再婚の女」（1997年、ANB）
- 金曜エンタテイメント （フジテレビ）
  - 「京都祇園入り婿刑事事件簿・2」（1997年）
  - 「おばさんデカ 桜乙女の事件帖・7」（1999年）
  - 「着物デザイナー　黛涼子の推理紀行・1」（2000年）
- 水戸黄門 （TBS / C.A.L）
  - 第25部 第26話「瞼の父は風車・飯田」（1997年6月23日） - 文吉 役
  - 第26部 第9話「願い叶えた神楽面・高千穂」（1998年4月13日） - 清次 役
  - 第27部 第4話 「こけしの里の鬼退治・仙台」（1999年4月12日） - 与助 役
  - 第28部 第4話「風雲渦巻く駿府城！ -江尻・駿府-」（2000年4月3日） - 乙川安之進 役
  - 第29部 第19話「謎の俳諧師を追え！ -高田-」（2001年8月6日） - 安田和之進 役
  - 第31部 第19話「アキ、小さな恋の港町・三原」（2003年3月3日） - 杉江源三郎 役
  - 第32部 第5話「記憶を消した若き妻・妻籠」（2003年8月25日） - 岩城左馬之助 役
- 遠山の金さんVS女ねずみ 第15話「ねずみに殺人容疑 金さん困る」（1998年、テレビ朝日）
- 月曜ドラマスペシャル （TBS）
  - 「叫ぶ骨 -札幌・大沼・羊蹄山殺人行-」（1997年、HBC） - 辻本達夫 役
  - 「検視官江夏冬子・3」（1998年）- 黒崎刑事 役
  - 「検視官江夏冬子・4」（1999年）- 崎津刑事 役
  - 「検視官江夏冬子・5」（1999年）- 崎津刑事 役
  - 「検視官江夏冬子・6」（2001年）- 崎津刑事 役
- びんぼう同心御用帳 第9話「夢の続き」（1998年9月10日、ANB / 東映） - 真田尊之 役
- 大岡越前 第15部 第9話「白洲に立った将軍様」（1998年11月2日、TBS / C.A.L） - 文吉 役
- 隠密奉行朝比奈 第2シリーズ 第2話「讃岐丸亀 女のいない町」（1999年、フジテレビ） - 義信 役
- 愛の流星（1999年、東海テレビ放送）
- 剣客商売 第2シリーズ 第10話「雨の鈴鹿川」（2000年、フジテレビ / 松竹） - 後藤伊織役
- ふしぎな話 第1話「カントリーロード」（2000年、MBS）
- 御家人斬九郎 第5シリーズ 第2話「箱根の鬼」（2001年、フジテレビ / 映像京都） - 田原彦右衛門役
- 京都迷宮案内4 第2話「狙われた町家レストラン! ラブレターの罠」（2002年、テレビ朝日）
- 天罰屋くれない 闇の始末帖 第3話「天罰屋VS葵の御紋!引き裂かれた夫婦愛!!」（2003年、テレビ朝日） - 相良平蔵 役
- 八丁堀の七人 第5シリーズ 第5話「狙われた息子! 闇に潜む般若の面」（2004年、テレビ朝日） - 山岡弥五郎 役
- わかば（2004年 - 2005年、NHK） - 藤倉保 役
- 松本清張特別企画・黒い画集〜紐（2005年、テレビ東京） - 小林健吾 役
- さいごの約束（2006年、KTV）
- 華麗なる一族（2007年、TBS） - 春日大蔵省銀行局長 役
- 蒼穹の昴（2010年、NHK BS hi、NHK総合） - 柴五郎陸軍中佐 役
- 連続テレビ小説　カーネーション（2011年10月3日 - 2012年3月31日、NHK） - 松坂正一 役
- 忠臣蔵〜その義その愛（2012年、テレビ東京） - 奥野将監 役
- 時代劇専門チャンネルPresents　鬼平外伝 熊五郎の顔（2012年・時専ch、松竹） - 政蔵 役
- マグマ（2012年、WOWOW）
- 金曜プレステージ （フジテレビ）
  - 「女秘匿捜査官 原麻希」（2012年） - 沢村徹 役
  - 「ドルチェ」（2012年） - 吉野敬之 役
- 大河ドラマ 八重の桜（2013年、NHK） - 山内容堂 役
- 天使はモップを持って 第3回（2013年5月18日、NHK BSプレミアム） - 吉田健太郎 役
- POWER GAME〜パワーゲーム〜（2013年、NHK BSプレミアム）
- TEAM -警視庁特別犯罪捜査本部-（2014年4月 - 6月、テレビ朝日） - 加藤善治 役
- 24時間テレビスペシャルドラマ「はなちゃんのみそ汁」（2014年8月30日、日本テレビ）
- ハング（2014年9月20日配信- 、BeeTV)
- SAKURA〜事件を聞く女〜（2014年10月 - 12月、TBS)
- 土曜ワイド劇場特別企画「スペシャリスト3」（2015年2月28日、テレビ朝日） - 徳山郁夫 役
- 水曜ミステリー9 「事故調」（2015年、テレビ東京） - 吉田重雄 役
- 連続ドラマW 「予告犯 -THE PAIN-」（2015年6月、WOWOW)
- 連続ドラマW 「煙霞」（2015年7月、WOWOW)
- プレミアムドラマ 「ある日、アヒルバス」 第4話（2015年7月26日、NHK BSプレミアム） - 沢田芳夫 役
- NHK BSプレミアム「洞窟おじさん」(2015年、10月)
- 水ドラ!!「おかしの家」(2015年10月、TBS)
- 金曜プレミアム「鬼平犯科帳スペシャル 浅草・御厩河岸」(2015年12月、フジテレビ)
- 連続ドラマW「荒地の恋」(2016年1月、WOWOW)
- 夏樹静子サスペンス・光る崖（2016年2月20日、フジテレビ） - 豊松元雄 役
- 月曜名作劇場「湯けむりバスツアー 桜庭さやかの事件簿7」（2016年5月23日、TBS） - 瀬間芳彦 役
- 連続ドラマW「沈まぬ太陽」（2016年7月、WOWOW） ‐ 松井 役
- 夏目漱石の妻（2016年10月、NHK） ‐ 杉本東造
- 相棒（2016年 - 、テレビ朝日） - 益子桑栄 役
- 噂の女（2018年、BSジャパン） - 峰岸大二郎 役
- 月曜プレミア8 ドンナビアンカ〜刑事 魚住久江〜（2020年） - 宮田洋平 役
- 階段下のゴッホ（2022年9月21日 - 11月9日、TBS） - 芦屋博康 役
- まぐだら屋のマリア（2025年3月29日、NHK BSプレミアム4K） -  住吉克夫 役[1]

### 舞台
- センセイの鞄 - 久世光彦演出、シアターコクーン他
- 座頭市 - 三池崇史演出、新宿コマ劇場他
- ぼんち - マキノノゾミ演出、紀伊國屋サザンシアター他
- ベートーヴェン〜魂の交響曲〜 - モトイキシゲキ演出、日本青年館ホール他[2][3][4]

### ネット番組
- 趣味ナマ!〜釣り編〜（2016年、AbemaTV）
- 相棒 sideA /sideB（2024年、TELASA） - 益子桑栄 役[5]
- 相棒 sideX（2024年、TELASA） - 益子桑栄 役[6]